# Бругерио
Бругерио (итал. Brugherio) — город в Италии, в провинции Монца-э-Брианца области Ломбардия.
Население составляет 32 724 человека (на 2004 г.), плотность населения составляет 3062 чел./км². Занимает площадь 10 км². Почтовый индекс — 20047. Телефонный код — 039.
Покровителем коммуны почитается святой апостол Варфоломей, празднование 11 октября.

## Города-побратимы
- Ле-Пюи-ан-Веле, Франция
- Прешов, Словакия